# Cúp bóng đá Thổ Nhĩ Kỳ
Cúp bóng đá Thổ Nhĩ Kỳ (tiếng Thổ Nhĩ Kỳ: Türkiye Kupası) là một giải đấu cúp của bóng đá Thổ Nhĩ Kỳ, do Liên đoàn bóng đá Thổ Nhĩ Kỳ điều hành từ năm 1962. Trong thời gian tài trợ ngắn ngủi với Fortis, tên tài trợ của giải là Fortis Türkiye Kupası. Hiện nay Ziraat Bankası là nhà tài trợ nên tên của giải là Ziraat Turkish Cup (tiếng Thổ Nhĩ Kỳ: Ziraat Türkiye Kupası).
Cúp được thành lập vào năm 1962 và được tổ chức hàng năm kể từ đó. Nhiều thể thức khác nhau, bao gồm thi đấu loại trực tiếp thuần túy và vòng bảng, đã được thử nghiệm và cuối cùng cho mùa giải 2012–13, một thể thức giải đấu mở rộng đã được áp dụng. Một kỷ lục 156 đội thi đấu trong giải đấu. Sau năm vòng đấu loại trực tiếp, sẽ diễn ra vòng bảng vòng tròn một lượt tính điểm. Đội nhất và nhì bảng thi đấu vòng bán kết và chung kết. Fenerbahçe là đương kim vô địch.